# پیربلوط
پیربلوط، روستایی از توابع شهرستان شهرکرد در استان چهارمحال و بختیاری است.

## مردم
مردم پیربلوط از ایل قشقایی بوده و به زبان ترکی قشقایی صحبت می‌کنند.

## جمعیت
این روستا در دهستان حومه قرار دارد و براساس سرشماری مرکز آمار ایران در سال ۱۳۸۵، جمعیت آن ۲٬۳۰۷ نفر (۵۶۳ خانوار) بوده‌است.